# 自強里 (臺南市東區)
自強里位在由臺南市東區中華東路二段133巷、富農街一段、東成街與中華東路二段圍成的區域之中，東鄰復興里與虎尾里，南臨和平里，西鄰富強里，北鄰東聖里。
此區原為虎尾里的一部分，後來到了民國七十年（1981年）3月時從該里獨立出來，後來在民國九十一年（2002年）2月4日時東邊劃出成復興里，成為今貌。